# Slantsingling

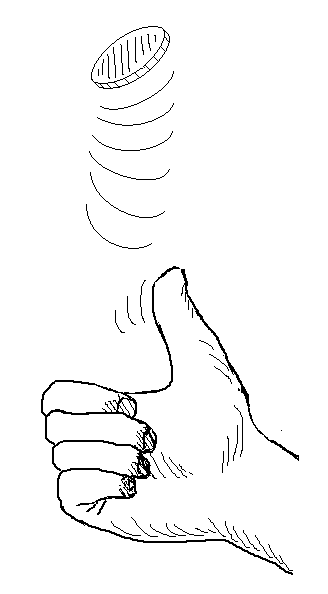
Bilden illustrerar slantsingling.

Slantsingling, singla slant eller krona och klave, är ett sätt att med hjälp av slumpen avgöra vilket av två alternativ som skall vinna.
Slantsingling går vanligen ut på att två parter väljer varsin sida av ett mynt. Detta gör de antingen före själva "uppkastet", som är vanligast i Sverige, eller medan myntet befinner sig i luften, som är en annan vanlig variant. Myntet skall sedan efter att någon av parterna kastat upp det med en snärtande rörelse rotera ett antal varv i luften för att sedan fångas i en hand. Antingen tittar deltagarna direkt på myntet för att se vilken sida som hamnade uppåt, eller så täcker kastaren snabbt handen denne fångade myntet med, innan någon av parterna hann se myntets sida, och vänder den upp-och-ned emot ovansidan av den andra handen. Då kan de båda parterna se vilken sida av myntet som nu ligger uppåt. Den part som valde myntets ovansida har vunnit.
Krona och klave är andra ord för ett mynts åtsida och frånsida. På äldre svenska mynt var klave två korslagda pilar. Ett annat uttryck är  gubbe och pil, eftersom äldre svenska mynt ofta hade korslagda pilar på frånsidan. 
Slantsingling är känt redan från romartid som navia aut caput ("skepp eller huvud"), då vissa mynt hade ett skepp på ena sidan och huvudet av en romersk kejsare på andra.

## Slantsingling inom sporten
Slantsinglande har ibland använts inom sporten för att avgöra oavgjorda slutspelsmatcher. Detta har fått stor kritik, eftersom lagens spel på planen då inte kan påverka slantsinglingsresultatet.

### Fotboll
- Slantsinglandet användes ibland i slutet av 1960-talet vid internationella matcher inom fotbollen för att avgöra oavgjorda matcher istället för straffsparkar. Slantsingling i semifinalen mot Sovjetunionen tog Italien till EM-final i fotboll 1968.[4]

### Ishockey
- Den 18 december 2001 spelade Sverige och Tjeckien 3-3 vid turneringen Baltica Cup 2001 i ishockey för herrar i Moskva i Ryssland. Då inget lag gjort mål i förlängningen fick slutligen slantsingling avgöra matchen istället för straffslag. Anledningen var att domaren Sergej Semjonov inte blivit informerad i tid om att matchen inte fick sluta oavgjort. När överdomaren Anatolij Jegorov informerade domaren om att straffslag skulle avgöra matchen hade spelarna redan lämnat isen. Baltika Cups organisationskommitté ansåg att matchen av historiska skäl ändå skulle avgöras och efter matchen kom man överens om att utse en vinnare via slantsingling, där Tjeckien vann och tilldelades bonuspoängen.[5]

### Fotnoter
1. ↑  Klafve i Nordisk familjebok (andra upplagan, 1911)
2. ↑  Krona och klafve i Nordisk familjebok (andra upplagan, 1911)
3. ↑  
Allenunne, Richard (31 december 2009). ”Coin tossing through the ages”. The Telegraph. http://www.telegraph.co.uk/news/science/science-news/6911921/Coin-tossing-through-the-ages.html. Läst 8 december 2012.
4. ↑  ”European Championship 1968” (på engelska). RSSSF. 2 maj 1968. http://www.rsssf.com/tables/68e.html. Läst 26 juli 2014.
5. ↑  ”Slantsingling avgjorde Tre Kronors match”. Sportbladet. 18 december 2001. http://www.aftonbladet.se/sportbladet/hockey/article10249063.ab. Läst 26 juli 2014.